# Losari Kidul (Losari, Brebes)
Losari Kidul is een bestuurslaag in het regentschap Brebes van de provincie Midden-Java, Indonesië. Losari Kidul telt 3900 inwoners (volkstelling 2010).